# ジョバンニ・ニコラオ
ジョバンニ・ニコラオ、またはジョバンニ・ニッコロ（Giovanni Nicolao、Giovanni Niccolò、1560年 - 1623年）は、イタリア人の画家。宣教師。ナポリ生まれ。

## 来歴

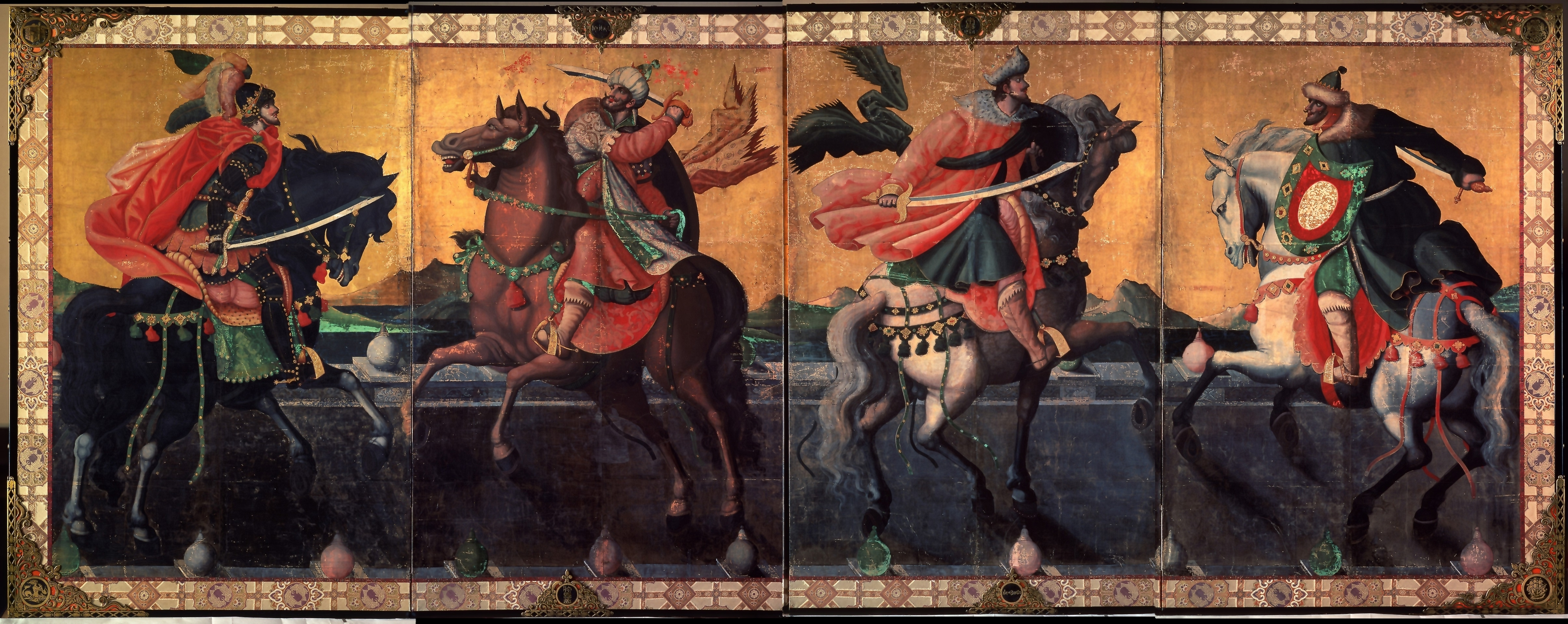
ニコラオの影響が指摘される泰西王侯騎馬図

1583年、イエズス会から日本に派遣され、長崎のセミナリヨの画学舎、島原、天草にて、西洋絵画の技術である油彩画、フレスコ画、テンペラ画、銅版画などの技術指導を行った。その後1614年（慶長19年）の禁教令によりマカオへ追放され、1623年に没した。